# Opus sanctorum angelorum
Het Opus sanctorum angelorum, ook wel Engelenwerk, is een religieuze organisatie van priesters en leken in de Rooms-Katholieke Kerk, die in 1949 in Innsbruck werd opgericht door de Oostenrijkse zieneres Gabriele Bitterlich. Vanaf 1961 werkte het als Broederschap van de beschermengelen onder gezag van de bisschop van Innsbruck. De groep wordt sinds de jaren 1970 begeleid door de Reguliere Kanunniken van het Heilig Kruis, een orde waarmee het Engelenwerk vanwege de wederzijdse betrokkenheid haar zetel in het Oostenrijkse Silz deelt. De groepering van het Engelenwerk wil de geloofskennis over de engelen verdiepen en verspreiden. 

## Ontsporingen
Beschuldigingen van antisemitisme en sektarisme hebben geleid tot negatieve berichtgeving in de pers en in 1992 ook tot een terechtwijzing door de Congregatie voor de Geloofsleer. De Congregatie keurde een door het Engelenwerk gepraktiseerde devotie tot de engelen af, omdat de verdenking bestond dat deze verering en  theologie van de engelen in tegenspraak was met het depositum fidei. Op 31 mei 2000 keurde dezelfde Congregatie een nieuw devotiegebed ten behoeve van het Engelenwerk goed. In de recente geschiedenis van het Engelenwerk (1990–2018) baarden twee moorden en gevallen van seksueel misbruik opzien, evenals beschuldigingen van moord tegen een afgescheiden priester in Duitsland.